# Ha-Mošava ha-Amerika'it

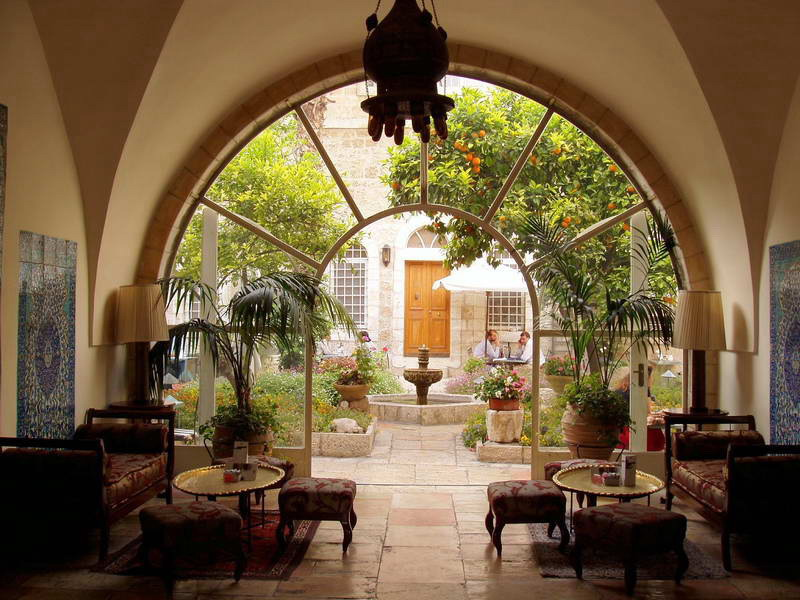
Interiér American Colony Hotel

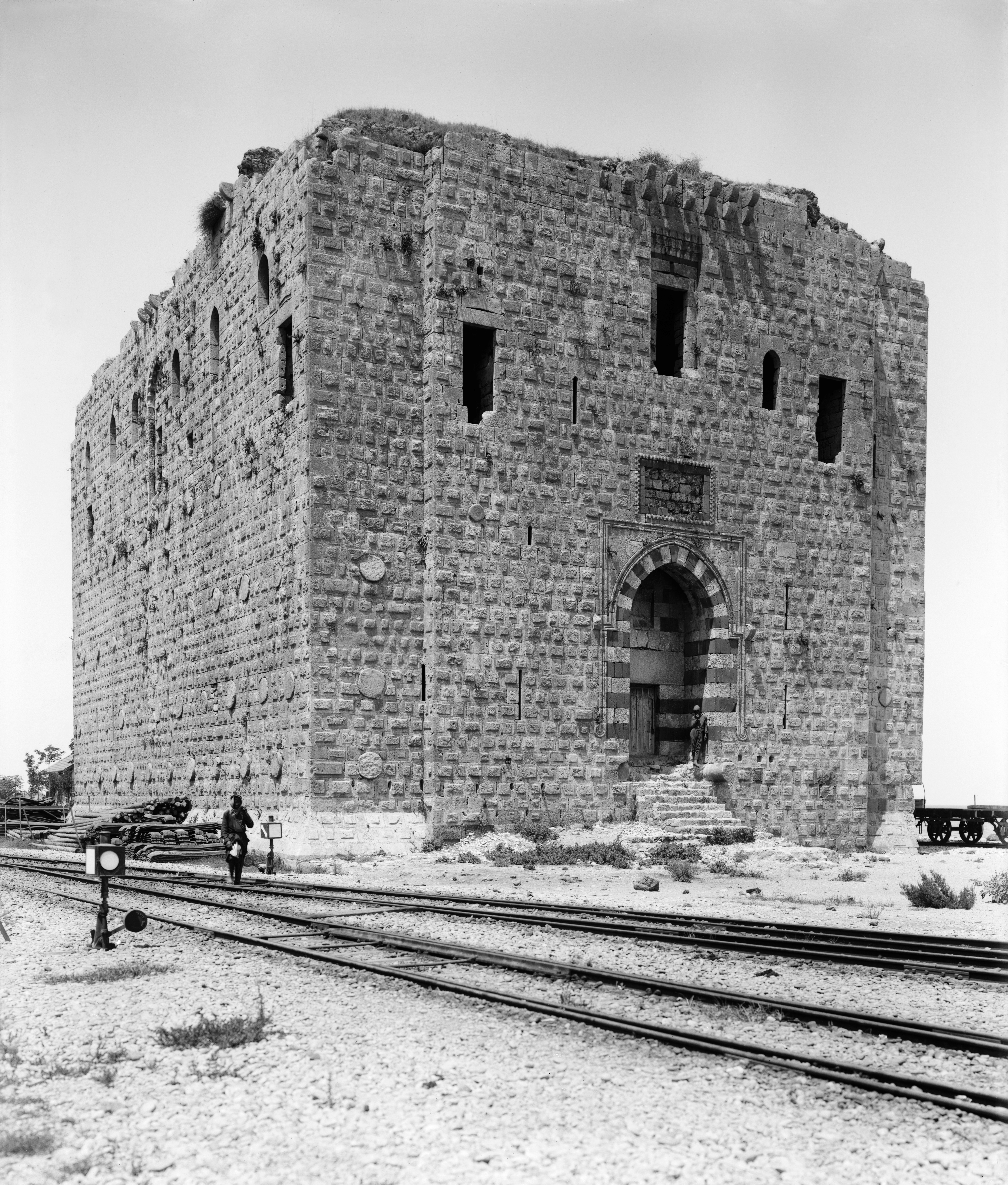
Lví věž, Tripolis, Libanon, snímek fotografické divize Americké kolonie

Ha-Mošava ha-Amerika'it (hebrejsky המושבה האמריקאית‎, doslova Americká Kolonie, anglicky: American Colony) je v současnosti arabská čtvrť v centrální části Jeruzaléma v Izraeli, ležící ve Východním Jeruzalému, tedy v části města, která byla okupována Izraelem v roce 1967 a začleněna do hranic Jeruzaléma.

## Geografie
Leží v nadmořské výšce přibližně 750 m, 1 km severně od Starého Města. Na jihu s ní sousedí arabské čtvrtě Báb az-Záhra (za její podčást bývá někdy považována) a Masudija, na východě rovněž arabská čtvrť Vádí al-Džoz a na severu arabská Šejch Džarach. Nachází se na ploché vyvýšenině přiléhající k Starému Městu. Leží na dotyku se Zelenou linií, která do roku 1967 rozdělovala Jeruzalém. V trase bývalé Zelené linie nyní probíhá dálnice číslo 60 (Sderot Chajim Bar Lev). V roce 2011 byla podél ní dobudována tramvajová trať. Dál k západu za ní leží již židovské čtvrtě Bejt Jisra'el a Arzej ha-Bira.

## Dějiny
Založila ji skupina presbyteriánských křesťanů původem z USA, které vedl Horatio Spafford. Přišli do tehdejší turecké Palestiny z Chicaga roku 1884. Rozhodli se zde usadit a věnovat se charitativní činnosti. Původně žili v Muslimské Čtvrti Starého Města a spolupracovali s křesťanskými Araby i Židy původem z Jemenu, kteří do Palestiny dorazili roku 1885. Roku 1895 jejich skupinu posílil příchod křesťanů ze Švédska. Dům ve Starém Městě už tehdy nepostačoval, a proto si najali pozemek při dnešní ulici Derech Šchem (Nábluská ulice), kde si zbudovali zemědělský statek, na kterém žili a pracovali jako komuna. Přebytky zemědělské produkce začali prodávat na trhu a také provozovali obchod se suvenýry. Výnosy věnovali na charitu. Později najatý pozemek vykoupili a začali rozšiřovat svůj areál. Počátkem 20. století byla jejich budova proměněna na hotel, který sloužil pro ubytování turistů. Během první světové války hotel sloužil jako ubytovna pro uprchlíky a fungovala tu veřejná vývařovna pro 1100 lidí. Po britské invazi a vyhlášení britského mandátu Palestina byla původní komuna roku 1918 proměněna na běžný hotel (American Colony Hotel). Pobývali tu významní hosté jako Edmund Allenby nebo Winston Churchill. V důsledku nepokojů v Palestině roku 1929 a arabského povstání v Palestině v letech 1936–1939 se většina členů původní křesťanské skupiny okolo Horatio Spafforda vrátila do USA. Většina majetku byla prodána, třebaže hotel zůstává napojen na potomky této skupiny dodnes. V okolí se postupně vytvořila souvislá zástavba, etnicky arabská.
Po konci první arabsko-izraelské války byla čtvrť v rámci dohod o příměří z roku 1949 začleněna do území okupovaného Jordánskem. V roce 1967 byla okupována Izraelem a stala se částí sjednoceného Jeruzaléma. Zástavba má městský blokový charakter.

## Fotografie

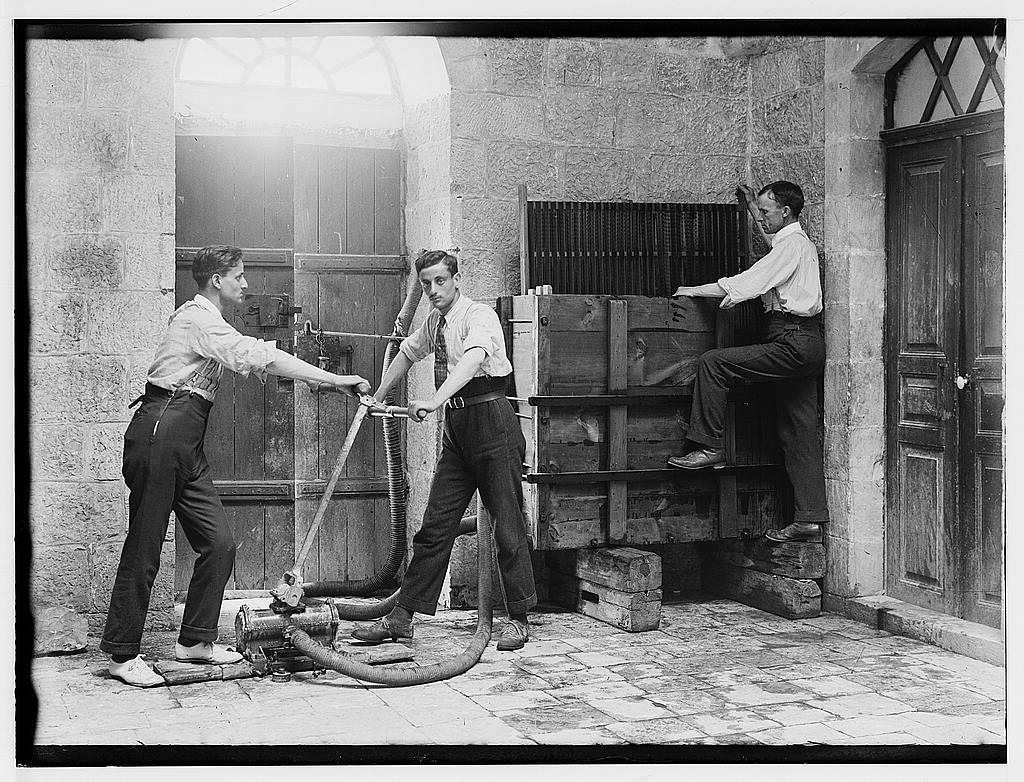
Jamil Albina, Nadžíb Albina a Lewis Larson vyvolávají video film pro American Colony

Kolem roku 1900 začal Elijah Meyers, člen Americké kolonie, fotografovat město Jeruzalém a jeho okolí včetně akcí, které se tam pořádaly. Meyersova práce se postupně rozšířila na plnohodnotnou fotografickou divizi v rámci kolonie, včetně fotografů jako byli Hol Lars Larsson, John D. Whiting nebo G. Eric Matson. Jako technik v temné komoře a fotograf pro fotografickou divizi Americké kolonie přímo pod Lewisem Larssonem pracoval od 20. let až do poloviny 30. let fotograf Nadžíb Albina. Pracoval především na přijímání a vyvolávání filmů archeologických lokalit v širším okolí Jeruzaléma, ale zpracovával také videozáběry. Pracoval ve fotografickém oddělení po boku svého bratra Jamila Albina. Nadžíb Albina se později stal šéfem fotografického oddělení Palestinského archeologického muzea, přičemž pořídil první originální sady fotografií svitků od Mrtvého moře.
Divize nesla název American Colony Photo Department a po rozpadu kolonie v roce 1934 se přejmenovala na Matson Photographic Service a fungovala až do 70. let. Jejich zájem se soustředil na archeologické artefakty (např. Lví věž v Tripolisu) a fotografie detailů vzbuzovaly zájem archeologů. Fotografie zobrazují lidi, místa a události na Blízkém východě z posledních let Osmanské říše, první světové války, britského mandátního období, druhé světové války a období státu Izrael. Většina obrazů líčí Palestinu (dnešní Izrael, Západní břeh Jordánu a pásmo Gazy). Ostatní uvedené země jsou Libanon, Sýrie, Jordánsko, Irák, Egypt a Turecko. Část sbírky pokrývá země východní Afriky včetně Súdánu, Keni, Tanzanie, Zanzibar a Ugandy. Fotografie zachycují náboženské obřady, každodenní život, umění a řemesla, archeologické lokality, školy, nemocnice, historické budovy a areály, demonstrace a konflikty, významné události, politické vůdce a krajiny. Patří sem rovněž letecké snímky, portréty a obrazy představují biblické scény. Sbírka Matson Collection byla později darována knihovně Library of Congress.